# Дочь времени
«Дочь времени» (англ. The Daughter of Time) — детективный роман британской писательницы Джозефины Тэй, опубликованный в 1951 году. Герой романа — полицейский, который, оказавшись временно прикованным к кровати, расследует убийство племянников английского короля Ричарда III. Это 5-й роман в цикле «Инспектор Алан Грант» (англ. Inspector Alan Grant). Роман неоднократно издавался на русском языке (впервые — в 1992 году).

## Сюжет
Главный герой романа — инспектор Скотленд-Ярда Алан Грант, который после перелома ноги оказался временно прикован к постели. Мучаясь от безделья, Грант, который увлекался тем, что по фотографиям мог многое сказать о характере человека, решил изучить принесённые его подругой Мартой Халлард репродукции с портретов людей, с которыми связана какая-то тайна. Среди них его привлекает изображение короля Ричарда III, за которым в истории закрепилась слава злодея, тирана, деспота и убийцы своих племянников — принцев Эдуарда и Ричарда. Крайне заинтересованный тем, что созданный им по портрету психологический образ не соответствует образу, который создала история, он решает выяснить, действительно ли Ричард виноват в приписываемых ему злодеяниях.
Для расследования он просит друзей принести ему исторические исследования, посвящённые Ричарду III. Ему помогает увлекающийся историей Брент Каррадин, знакомый Марты. В итоге Грант и Каррадин приходят к выводу, что Ричард III не виноват в приписываемых ему преступлениях, а убийство принцев было совершено уже после гибели Ричарда по приказу свергнувшего его Генриха VII, который и сделал всё, чтобы оболгать своего предшественника. По их версии основной труд, на котором основано обвинение Ричарда в убийстве — «История Ричарда III» Томаса Мора — на самом деле создан Джоном Мортоном, злейшим врагом Ричарда — по их мнению неполная рукопись, найденная после казни Мора, является незаконченной копией утраченного оригинала Мортона.
В конце романа Грант и Каррадин узнают, что они не первые, кто пришли к выводу о непричастности Ричарда к убийству принцев.
Название романа «Дочь Времени» является цитатой из работы сэра Фрэнсиса Бэкона: «Правда — дочь времени, не власти». Аргументы за то, что Ричард не виновен в том, в чём его обвиняют, автор взяла из исследования сэра Клементса Маркема «Richard III: his life & character».
Главные аргументы, которые были представлены в романе для оправдания Ричарда:
- Убийство племянников не принесло Ричарду никакого политического преимущества, поскольку он и без этого уже был законным королём.
- Нет никаких доказательств, что принцы отсутствовали в Тауэре, когда король Генрих VII стал королём.
- Хотя собранный Генрихом VII парламент осудил Ричарда III, не было никакого упоминания о принцах. А ведь убийство принцев предшественником могло быть серьёзным козырем в руках Генриха VII.
- Генрих VII никогда не предъявлял тела мёртвых принцев для общественного траура и государственных похорон.
- Мать принцев, Елизавета Вудвилл, оставалась в хороших отношениях с королём Ричардом.
- Принцы представляли для Генриха VII гораздо большую угрозу, поскольку имели больше прав на престол.

## Критика
После публикации книги Энтони Бучер назвал книгу «одной из лучших, не за год, а за всё время». Также хвалила книгу Дороти Б. Хьюз. По версии опубликованной в 1990 году британской Ассоциацией писателей-криминалистов (CWA) книги «100 лучших детективных романов всех времён», «Дочь времени» является лучшим произведением жанра криминальный роман.
По словам историка Джона Норвича роман внёс «самый большой вклад в прославление доброго имени Ричарда». В то же время, Элисон Уэйр указала на ряд недостатков в рассуждениях Тэй, а также на то, что писательница не была знакома с некоторыми тогда ещё неопубликованными первоисточниками. В частности, в работе итальянца Доменико Манчини «De Occupatione Regni Anglie per Riccardum Tercium», которая не издавалась в Англии до 1969 года, опровергается тезис о том, что при жизни Ричарда не было никаких слухов о смерти принцев.

## Издания на русском языке
Впервые на русском языке роман был издан в 1992 году в переводе И. Вишневской. Позже книга также издавалась в переводах Л. Володарской и И. Алексеевой. Все издания:
- Джозефина Тей. Дочь времени / перевод И. Вишневской. — М.: Республика, 1992. — 160 с. — 75 000 экз. — ISBN 5-250-02144-1.
- Джозефина Тей. Дочь времени / перевод И. Алексеевой // Срочно нужен гробовщик. — М.: Прогресс, 1992. — С. 393—511. — 75 000 экз. — ISBN 5-01-003316-X.
- Джозефина Тей. Дочь времени / перевод Л. Володарской. — М.: Флюид ФриФлай, 2004. — 256 с. — (Роман с преступлением). — 7000 экз. — ISBN 5-98358-024-8.
- Джозефина Тей. Дочь времени // Дочь времени. Дело о похищении Бетти Кейн / перевод Л. Володарской. — М.: АСТ; АСТ Москва, 2010. — С. 5—182. — (Английский детектив - лучшее). — 4000 экз. — ISBN 978-5-17-063520-7, ISBN 978-5-403-03451-7.
- Джозефина Тей. Дочь времени / перевод Л. Володарской. — М.: АСТ; Астрель; Владимир: ВКТ, 2011. — 256 с. — (Английский детектив - лучшее). — 3000 экз. — ISBN 978-5-17-070254-1, ISBN 978-5-271-31688-3, ISBN 978-5-226-03405-3.
- Джозефина Тей. Дочь времени // Мистификация / перевод Л. Володарской. — М.: АСТ, 2014. — С. 481—646. — (Классика детектива). — 2000 экз. — ISBN 978-5-17-084662-7.